# Нитроглицерин (лекарственное средство)
Нитроглицери́н (лат. Nitroglycerinum, англ. Nitroglycerin) — широко распространённое название лекарственных средств, содержащих тринитрат глицерина (нитроглицерин).
Препараты нитроглицерина оказывают антиангинальное, сосудорасширяющее (венодилатирующее или вазодилатирующее) и коронародилатирующее действие.
Нитроглицерин — бесцветная маслообразная жидкость, плохо растворимая в воде, хорошо — в спирте, эфире, хлороформе. Склонен к детонации, поэтому в чистом виде в качестве лекарственного средства не применяется.
Благодаря кратковременному сосудорасширяющему эффекту, обусловленному активацией фермента гуанилатциклазы и снижением уровня цитозольного кальция, в основном используется для быстрого купирования приступов стенокардии.

## История

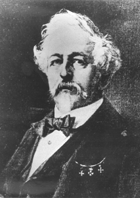
Асканио Собреро — первооткрыватель нитроглицерина

Нитроглицерин был открыт в 1847 году Асканио Собреро, продолжавшим в Турине работу своего учителя, Теофиль-Жюля Пелуза.
Собреро также первым обратил внимание на сильную головную боль, вызываемую при пробе на язык малых количеств нитроглицерина.
В 1849 году Константин Геринг, исследуя на добровольцах фармакологическое действие нитроглицерина, подтвердил, что его применение достаточно закономерно вызывает головную боль. Геринг предполагал использовать нитроглицерин в качестве гомеопатического лекарственного средства от головной боли, в соответствии с поддерживаемой им доктриной «лечить подобное подобным». Название «глоноин», данное нитроглицерину Герингом, сохранилось в гомеопатии.
В 1851 году к исследованиям Пелуза присоединился Альфред Нобель, который смог оценить потенциал использования нитроглицерина в качестве взрывчатого вещества. Преодолев проблемы обращения с чрезвычайно взрывоопасным нитроглицерином и запатентовав свой способ изготовления взрывчатки, он начал его промышленное производство в Швеции. По иронии судьбы Нобель отверг использование нитроглицерина в качестве лекарственного средства, хотя сам страдал от острых приступов стенокардии.
Помимо нитроглицерина, в середине XIX века учёные из Великобритании заинтересовались недавно открытым амилнитритом, признав его сильнодействующим сосудорасширяющим средством. Томас Лодер Брентон, один из основателей современной фармакологии, впервые использовал данное вещество для купирования приступов стенокардии в 1867 году, однако, отметив резистентность организма к его действию при частой дозировке препарата. Также с годами выяснилось, что действие амилнитрита более короткое, чем у нитроглицерина, а побочные эффекты в виде головной боли — сильнее, к тому же, обнаружилось и много других нежелательных реакций.
Уильям Мюррелл впервые использовал нитроглицерин при стенокардии в 1876 году, хотя в то время нитроглицерин был занесён в Британскую фармакопею лишь как лекарственное средство от повышенного кровяного давления. Мюррелл — врач-практик, работавший в двух лондонских госпиталях одновременно, экспериментально определил оптимальную дозировку из соотношения эффективности и безопасности: 1 % спиртовой раствор нитроглицерина по 3 капли с пол-унцией воды трижды в день. В таком виде препарат действовал значительно дольше, нежели амилнитрит, и более мягко. Публикация Мюррелла, подводившая итоги нескольких лет исследований сначала на себе, а потом на пациентах со стенокардией, вошла в золотой фонд медицины.
Год спустя фармацевтом Уильямом Мартиндейлом была разработана твёрдая форма препарата: 1/100 грана нитроглицерина в шоколаде — которая, помимо удобства в использовании, имела лучшую усвояемость. В 1882 году в США фирма Parke, Davis & Co. стала производить нитроглицерин уже в пяти различных дозировках.
Индустрия производства нитроглицерина пережила расцвет в 1900 году, при этом рабочие данных предприятий подвергались значительному воздействию паров органических нитратов. Результаты воздействия проявились в виде явлений привыкания к нитратам, о чём свидетельствовали симптомы «болезни понедельника» (англ. Monday disease), исчезающие к концу недели, и синдрома отмены — воскресные сердечные приступы (англ. Sunday Heart Attacks). Всё это побуждало учёных-медиков к дальнейшим исследованиям этих веществ.
В начале XX века учёные пытались установить принцип действия нитрат-содержащих веществ in vitro, однако, несмотря на усилия, значительного сдвига в понимании фармакокинетики данных препаратов не произошло.
Только в 1977 году Ферид Мурад установил принцип высвобождения оксида азота (NO) из нитроглицерина и его действие на гладкую мускулатуру сосудов. В 1980 году Роберт Ферчготт и Джон Завадски (John Zawadski) раскрыли роль эндотелия в ацетилхолин-индуцированной вазорелаксации, а в 1987 году Луис Игнарро и Сальвадор Монкада установили, что именно оксид азота является производным релаксирующим фактором в отношении эндотелия (endothelial-derived relaxing factor, EDRF).
За выяснение роли оксида азота в регуляции сосудистого тонуса Роберт Ферчготт, Луис Игнарро и Ферид Мурад получили Нобелевскую премию по физиологии и медицине за 1998 год.
Для снятия симптомов стенокардии могут использоваться и другие органические сложные эфиры и неорганические нитраты, однако чрезвычайно быстрое действие и признанная эффективность нитроглицерина делают его основным средством для купирования приступов стенокардии.

## Фармакологическое действие
Венодилатирующее средство из группы нитратов. Нитраты способны высвобождать из своей молекулы оксид азота(II), являющийся естественным эндотелиальным релаксирующим фактором — медиатором прямой активации гуанилатциклазы. Повышение концентрации цГМФ приводит к расслаблению гладкомышечных волокон (преимущественно венул и вен). Оказывает антиангинальное и спазмолитическое действие, расслабляет гладкую мускулатуру сосудистых стенок, бронхов, желудочно-кишечного тракта, желчевыводящих путей, мочеточников. При внутривенном введении вызывает быстрое уменьшение преднагрузки на сердце за счёт расширения периферических вен. Уменьшает приток крови к правому предсердию, способствует снижению давления в «малом» круге кровообращения и регрессии симптомов при отёке лёгких, снижает постнагрузку, потребность миокарда в кислороде (за счёт снижения преднагрузки, постнагрузки и напряжения стенок желудочков в связи с уменьшением объёма сердца). Способствует перераспределению коронарного кровотока в области со сниженным кровообращением. Оказывает центральное тормозящее влияние на симпатический тонус сосудов, угнетая сосудистый компонент формирования болевого синдрома. Вызывает расширение церебральных сосудов, чем объясняется головная боль при его применении. При длительном или частом применении нитратов пролонгированного действия наблюдается развитие толерантности к препарату (ослабление терапевтического эффекта). После перерыва чувствительность восстанавливается. С целью предотвращения возникновения толерантности рекомендуется соблюдать ежедневный, предпочтительно ночной «безнитратный интервал» в течение 8—12 часов. У большинства пациентов такая терапия является более эффективной, чем непрерывное лечение. При использовании в сублингвальных и буккальных формах приступ стенокардии устраняется через 1,5 минуты, гемодинамический и антиангинальный эффект сохраняются до 30 минут и 5 часов соответственно. При нанесении мази антиангинальный эффект наблюдается через 15—60 минут и продолжается 3—4 часа. В таблетках ретард может предотвращать развитие приступов. После приёма внутрь нитроглицерин в тонком кишечнике постепенно выделяется из капсулы и всасывается; действие наступает через 30—60 минут после приёма и длится 4—6 часов (в течение этого периода в печени происходит его превращение в неактивные метаболиты). Трансдермальная терапевтическая система (ТТС) представляет собой плоскую многослойную систему, обеспечивающую после прикрепления пластыря на кожу непрерывное высвобождение нитроглицерина через проницаемую мембрану, регулирующую скорость его высвобождения из резервуара с лекарственным средством. Активное вещество постепенно проникает в кровеносные сосуды кожи, что обеспечивает его циркуляцию в системе кровообращения в относительно постоянных концентрациях в течение рекомендуемого для аппликации периода времени. Через 12 часов ТТС высвобождает 10 % первоначального содержания нитроглицерина. Поскольку из ТТС на каждый см² поверхности постоянно высвобождается одинаковое количество нитроглицерина, получаемая больным доза зависит исключительно от размера контактной поверхности системы. Непрерывную терапию ТТС можно проводить тем пациентам, у которых клинический эффект препарата в течение длительного периода времени практически не меняется. Эффект при использовании ТТС наступает через 0,5—3 часа и сохраняется до 8—10 часов.

## Фармакокинетика
Быстро и полно абсорбируется с поверхности слизистых оболочек и через кожу. При приёме внутрь биодоступность составляет не более 10 % по сравнению с нитроглицерином, вводимым сублингвально (эффект «первого прохождения» через печень). При сублингвальном, буккальном и внутривенном введении исключается «первичная» печёночная деградация — нитроглицерин сразу попадает в системный кровоток. При сублингвальном приёме в дозе 0,5 мг биодоступность — 100 %, TCmax — 5 минут. Имеет очень большой объём распределения. Связь с белками плазмы — 60 %. Быстро метаболизируется при участии нитратредуктазы, с образованием ди- и мононитратов (активен только изосорбид-5-мононитрат), конечный метаболит — глицерин. Выводится почками в виде метаболитов. Общий клиренс составляет 25—30 л/мин, а период полувыведения — 4—5 минут. При внутривенном введении T1/2 — 1—3 минуты, общий клиренс — 30—78 л/мин. Через 2 часа после аппликации одного пластыря ТТС достигается та концентрация нитроглицерина в плазме, которая сохраняется в течение рекомендованного периода применения. Концентрация в плазме находится в прямой зависимости от площади контактной поверхности ТТС и практически не зависит от места аппликации пластыря (кожа груди, плеча или живота). Повторные аппликации ТТС не приводят к кумуляции нитроглицерина. Активное вещество быстро метаболизируется в печени глутатионредуктазой, воздействующей на органические нитраты. Кроме того, в эритроцитах происходит метаболизм нитроглицерина с помощью ферментативных реакций, происходящих при участии сульфгидрильных радикалов, а также при взаимодействии с восстановленным Hb. Благодаря короткому T1/2 в течение первого часа после удаления ТТС концентрация нитроглицерина в плазме падает ниже пределов обнаружения.

## Применение
Показания
Ишемическая болезнь сердца (ИБС): лечение и профилактика стенокардии (I20), реабилитация после перенесённого инфаркта миокарда.
Для внутривенного введения: острый инфаркт миокарда (I21), в том числе осложнённый острой левожелудочковой недостаточностью (I50.1), стенокардия с невосприимчивостью к другим видам терапии, нестабильная и постинфарктная стенокардия, отёк лёгких (J81), управляемая гипотензия во время оперативных вмешательств с целью уменьшения кровотечения в операционном поле, окклюзия центральной артерии сетчатки глаза (H34.1).
Противопоказания
Гиперчувствительность, одновременное использование ингибиторов фосфодиэстеразы (ФДЭ), в том числе силденафила.
C осторожностью
Для всех форм (сопоставляя риск и пользу) — геморрагический инсульт, внутричерепная гипертензия, острый инфаркт миокарда с низким давлением заполнения левого желудочка (риск снижения артериального давления и тахикардии, которые могут усилить ишемию), хроническая сердечная недостаточность с низким давлением заполнения левого желудочка, глаукома (риск повышения внутриглазного давления), тяжёлая анемия, тиреотоксикоз, артериальная гипотензия с низким систолическим артериальным давлением (может усугубить состояние, вызвав парадоксальную брадикардию и приступы стенокардии), ГКМП (возможно учащение приступов стенокардии), тяжёлая почечная недостаточность, печёночная недостаточность (риск развития метгемоглобинемии), беременность, период лактации, возраст до 18 лет (безопасность применения не установлена).
Для пролонгированных лекарственных форм для приёма внутрь (дополнительно) — повышенная перистальтика желудочно-кишечного тракта, синдром мальабсорбции.
Для внутривенного введения (дополнительно): ЧМТ (повышает внутричерепное давление), тампонада сердца, констриктивный перикардит, гиповолемия (должна быть скорректирована перед использованием нитроглицерина — риск выраженного снижения артериального давления), токсический отёк лёгких, атеросклероз.

## Побочные эффекты
Со стороны сердечно-сосудистой системы:
головокружение, головная боль, тахикардия, гиперемия кожи, жар, снижение артериального давления; редко (в основном при передозировке) — ортостатический коллапс, цианоз.
Со стороны пищеварительной системы:
сухость во рту, тошнота, рвота, боль в животе.
Со стороны центральной нервной системы:
редко (в основном при передозировке) — тревожность, психотические реакции, заторможенность, дезориентация.
Аллергические реакции:
редко — кожная сыпь, зуд.
Местные реакции:
гиперемия кожи, зуд, жжение, аллергический контактный дерматит.
Прочие:
нечёткость зрения, слабость, гипотермия, метгемоглобинемия.

## Лекарственные формы
По состоянию на июль 2008 года, в России зарегистрированы следующие лекарственные формы нитроглицерина:
| Лекарственная форма                                | Количество действующего вещества | Торговые марки                           |
| -------------------------------------------------- | -------------------------------- | ---------------------------------------- |
| концентрат для приготовления раствора для инъекций | 1 мг/мл                          | «Нитро ПОЛЬ инфуз», «Перлинганит»        |
| концентрат для приготовления раствора для инъекций | 5 мг/мл                          | «Нитро»                                  |
| концентрат для приготовления раствора для инъекций | 10 мг/мл                         | *                                        |
| капли подъязычные                                  | 10 мг/мл                         | *                                        |
| капсулы подъязычные                                | 0,5 мг, 1 мг                     | *                                        |
| таблетки подъязычные                               | 0,5 мг                           | «Нитрокардин», «Нитрокор»                |
| таблетки пролонгированного действия                | 2,6 мг                           | «Сустак-мите»                            |
| таблетки пролонгированного действия                | 2,9 мг                           | «Нитрогранулонг»                         |
| таблетки пролонгированного действия                | 5,2 мг                           | *                                        |
| таблетки пролонгированного действия                | 6,4 мг                           | «Сустак форте»                           |
| таблетки пролонгированного действия                | 6,5 мг                           | «Нитро-Ник», «Нитронг форте», «Сустонит» |
| таблетки пролонгированного действия                | 8 мг                             | «Нитро-Ник»                              |
| аэрозоль подъязычный дозированный                  | 0,4 мг/доза                      | «Нитроминт», «Нитролингвал-Аэрозоль»     |
| спрей подъязычный дозированный                     | 0,4 мг/доза                      | «Нитроспрей», «Нитроспрей-ICN»           |
| плёнки для наклеивания на десну                    | 1 мг, 2 мг                       | «Тринитролонг»                           |
| терапевтическая система трансдермальная            | 37,4 мг                          | «Депонит 10»                             |
| терапевтическая система трансдермальная            | 74,9 мг                          | «Нитроперкутен ТТС»                      |
| Знаком * отмечены распространённые формы.          |                                  |                                          |

Также зарегистрировано одно нитроглицерин-содержащее комбинированное лекарственное средство под торговой маркой «Карниланд». Оно выпускается в форме подъязычных капель и имеет состав (по МНН): валерианы лекарственной корневищ с корнями настойка+ландыша травы настойка+нитроглицерин+левоментола раствор в ментил изовалерате.

## Режим дозирования
Внутрь, сублингвально, буккально, внутривенно, трансдермально, накожно.

### Купирование стенокардии
Сублингвально (таблетку, капсулу держат под языком до полного рассасывания, не проглатывая), сразу после возникновения боли — 0,5—1 мг на приём. При необходимости для достижения более быстрого эффекта, капсулу следует сразу раздавить зубами, повторять приём капсулы можно через 30—40 минут. У многих больных со стабильной стенокардией эффект наступает и от меньшей дозы (1/2—1/3 таблетки), поэтому, если боль быстро проходит, остаток таблетки, не успевшей рассосаться, рекомендуется выплюнуть. Обычно антиангинальный эффект проявляется уже через 0,5—2 минуты; 75 % больных отмечают улучшение в течение первых 3 минут, а ещё 15 % — в течение 4—5 минут. При отсутствии антиангинального действия, в течение первых 5 минут нужно принять ещё 0,5 мг нитроглицерина. При отсутствии терапевтического эффекта после приёма 2—3 таблеток нужно немедленно вызывать врача. Длительность действия после сублингвального приёма — около 45 минут. При частых приступах стенокардии целесообразно назначать пролонгированные формы нитратов. Если приступ стенокардии развивается на фоне лечения пролонгированными нитратами, для купирования острого приступа необходимо сублингвально принять нитроглицерин. Толерантность к сублингвальным формам нитроглицерина развивается нечасто, тем не менее при её возникновении у некоторых больных дозу препарата приходится постепенно увеличивать, доводя её до 2—3 таблеток.

### Профилактика стенокардии
Внутрь, запивая водой, перед приёмом пищи. В лёгких случаях — 1—2 таблетки по 2,9 мг 2—3 раза в сутки. В более тяжёлых случаях — 1—2 таблетки по 5,2 мг 2—3 раза в сутки. Максимальная суточная доза — 34,8 мг. В связи с тем что биодоступность нитроглицерина из таблеток ретард низкая, рекомендуется при хорошей переносимости принимать по 1—3 таблетки одновременно регулярно 3—4 раза в течение суток либо периодически, за 30-40 мин до ожидаемой физической нагрузки. При недостаточном терапевтическом эффекте дозу можно постепенно увеличивать (но не более 2 таблеток на приём), а после наступления терапевтического эффекта — уменьшить. 1 % раствор для сублингвального применения: купирование приступа — 1—2 капли сублингвально или 2—3 капли наносят на небольшой кусок сахара и держат его во рту, не проглатывая, до полного рассасывания. Буккально: пластинку с подобранной дозой нитроглицерина наклеивают на слизистую оболочку полости рта, обычно в области верхней десны над клыками или малыми коренными зубами. Для этого достаточно прижать пластинку пальцем к слизистой оболочке полости рта в течение нескольких секунд. Действие наступает практически немедленно и продолжается 3—4 часа и более. Для профилактики приступов стенокардии в течение 1—1,5 часов используют плёнки 1 мг, в течение 2—3 часов — 2 мг. При необходимости увеличения поступления нитроглицерина в кровь (в том числе при интенсивной ходьбе, подъёме на несколько этажей) следует 2—3 раза лизнуть плёнку языком, не сдвигая её с места. Если физическая нагрузка превышает по продолжительности период рассасывания плёнки, необходимо наклеить новую на противоположную сторону десны.

### Трансдермально
Лечение начинают с аппликации одного пластыря ТТС 5 (0,2 мг/ч) в день. Для поддержания терапии суточная доза может быть увеличена, для чего прикрепляют дополнительный пластырь (0,2 мг/ч) и/или ТТС 10 (0,4 мг/ч). Максимальная суточная доза — аппликация 2 пластырей ТТС 10 (0,8 мг/ч). При ХСН рекомендуется начинать и проводить лечение в условиях стационара до перевода больного на необходимую поддерживающую дозу. Следует определить оптимальную дозу (с учётом клинической реакции и возможного побочного действия). При этом следует строго следить за появлением признаков передозировки (снижение артериального давления и тахикардия).

### Накожно (мазь)
Начальная доза составляет 2,5 см столбика мази. В случае недостаточной выраженности эффекта дозу постепенно увеличивают до 5—10 см. Максимальная разовая доза — 15 см. Мазь применяют 2—3 раза в сутки. На шкалу дозировочной бумаги выдавливают прописанное количество мази, бумагу прикрепляют плотно на участок кожи без волос (в области верхней части грудной клетки, живота, наружной поверхности бедра).

### Аэрозоль, спрей для сублингвального применения
Для купирования приступа стенокардии — 0,4—0,8 мг (1—2 дозы), нажимая на дозирующий клапан, желательно в положении сидя, при задержке дыхания с промежутками в 30 секунд; после этого следует закрыть рот на несколько секунд. При необходимости — повторное введение, но не более 1,2 мг (3 дозы) в течение 15 минут. Для предупреждения развития приступа — 0,4 мг (1 доза) за 5—10 минут до нагрузки. При острой левожелудочковой недостаточности, развивающегося отёка лёгких — 1,6 мг (4 дозы) и более за короткий промежуток времени (под строгим врачебным контролем). Внутривенное введение нитроглицерина должно проводиться с индивидуальным подбором скорости введения препарата. Раствор вводят через автоматический дозатор или через обычную систему для внутривенных вливаний. Автоматический дозатор позволяет вводить даже неразведённый 0,1%-раствор с точным дозированием ритма введения и общей дозы. Введение через обычную систему для переливания жидкостей обеспечивает выбор точной дозы путём подсчёта числа капель. При использовании системы трубок из поливинилхлорида активное вещество абсорбируется и потери на стенках трубок составляют до 60 % (целесообразно использовать полиэтиленовые и стеклянные трубки). Раствор быстро разрушается на свету, поэтому флаконы и систему для переливания необходимо экранировать светонепроницаемым материалом. Обычно используют инфузионный раствор с концентрацией 100 мкг/мл: концентрированный раствор разводят 0,9%-м раствором NaCl или 5%-м раствором декстрозы (не следует использовать другие растворители). Раствор вводят внутривенно капельно с начальной скоростью 5 мкг/мин. Скорость введения можно увеличивать каждые 3—5 минут на 5 мкг/мин (в зависимости от эффекта и реакции частоты сердечных сокращений, центрального венозного давления и систолического артериального давления, которое может быть снижено на 10—25 % от исходного, но не должно быть ниже 90 мм рт. ст.). Если при скорости введения 20 мкг/мин не получено терапевтического эффекта, дальнейший прирост скорости введения должен составлять 10-20 мкг/мин. При появлении ответной реакции (в частности, снижения артериального давления) дальнейшее увеличение скорости инфузии не проводится или проводится через более продолжительные интервалы времени. Для достижения хорошего эффекта скорость введения 0,01%-го раствора нитроглицерина обычно не превышает 100 мкг/мин (1 мл/мин). При отсутствии эффекта от меньших доз и допустимом уровне артериального давления скорость введения 0,01%-го раствора может достигать 300 мкг/мин (3 мл/мин). Дальнейшее увеличение скорости нецелесообразно. Длительность лечения определяется клиническими показаниями и может составить 2—3 сут. Нитроглицерин для внутривенного введения при необходимости может вводиться повторно, через любые промежутки времени.

## Взаимодействие
Одновременное применение с вазодилататорами, гипотензивными лекарственными средствами, ингибиторами АПФ, бета-адреноблокаторами, БМКК, прокаинамидом, трициклическими антидепрессантами, ингибиторами МАО, диуретиками, а также этанолом усиливает гипотензивный эффект. При одновременном приёме с силденафилом, а также с другими ингибиторами фосфодиэстеразы может возникнуть резкое снижение артериального давления. На фоне хинидина и новокаинамида может возникнуть ортостатический коллапс. Назначение с дигидроэрготамином может привести к повышению его концентрации в крови и к повышению артериального давления (повышение биодоступности дигидроэрготамина). Одновременное назначение нитроглицерина и гепарина снижает эффективность последнего, что может потребовать увеличения дозы (после отмены препарата может потребоваться снижение дозы гепарина).

## Передозировка
Симптомы
Снижение артериального давления (ниже 90 мм рт. ст.) с ортостатической дисрегуляцией, рефлекторная тахикардия, головная боль; могут развиться астения, головокружение, повышенная сонливость, чувство жара, тошнота, рвота; при применении в высоких дозах (более 20 мкг/кг) — коллапс, цианоз, метгемоглобинемия, диспноэ и тахипноэ.
Лечение
При внутривенном введении — прекращают дальнейшее введение, при трансдермальном — удаляют остатки мази или пластырь. Следует опустить головной конец кровати и приподнять ноги больного. Как правило, артериальное давление при этом нормализуется в течение 15—20 минут после прекращения введения нитроглицерина, затем можно продолжить введение, после повторного подбора скорости инфузии. Для коррекции артериального давления возможно применение фенилэфрина и др. вазоконстрикторов. При метгемоглобинемии в зависимости от степени тяжести назначаются внутривенно аскорбиновая кислота в форме натриевой соли (ранее применялся хлорид метилтиониния (метиленовый синий) 0,1-0,15 мл/кг 1%-го раствора до 50 мл); оксигенотерапия, гемодиализ, обменное переливание крови.

## Особые указания
При остром инфаркте миокарда или острой сердечной недостаточности следует применять только при условии тщательного наблюдения за больным. Для предотвращения учащения приступов стенокардии следует избегать резкой отмены. Перед проведением кардиоверсии или дефибрилляции ТТС необходимо удалить. При применении ТТС для купирования возникшего приступа стенокардии следует дополнительно применять быстродействующие нитраты. Пластырь нельзя наклеивать на волосистую поверхность кожи. Плёнки для наклеивания на десну для профилактики приступов рекомендуется использовать прерывисто, то есть непосредственно перед ожидаемой физической нагрузкой. В случае купирования приступа и прекращения физической нагрузки до полного рассасывания плёнки, рекомендуется удалить её из полости рта. Если плёнка в полости рта набухает, но не рассасывается, это может указывать на окончание срока годности препарата. При наклеивании плёнки не рекомендуется одновременный приём этанола. Для профилактики нежелательного снижения артериального давления следует индивидуально и методически правильно (см. выше) подбирать скорость введения препарата. Снижение артериального давления может наблюдаться не только в период подбора скорости введения нитроглицерина, но и позднее, на фоне первоначально стабилизировавшегося артериального давления . Поэтому контроль за артериальным давлением необходимо проводить не реже 3—4 раз в час на протяжении всего времени инфузии нитроглицерина. Пациентам, проходившим ранее лечение органическими нитратами (динитратом изосорбида , изосорбид-5-мононитратом), для получения желаемого гемодинамического эффекта может потребоваться более высокая доза. На фоне приёма нитроглицерина возможно значительное снижение артериального давления и появление головокружения при резком переходе в вертикальное положение из положения «лёжа» или «сидя», при употреблении этанола, выполнении физических упражнений и жаркой погоде, а также усиление стенокардии при резком снижении артериального давления, ишемия, вплоть до инфаркта миокарда и внезапной смерти (парадоксальные нитратные реакции). При частом приёме (без свободных от применения) интервалов может развиться привыкание, требующее повышения дозировки. Пациентам, получавшим органические нитраты (динитрат изосорбида, мононитрат изосорбида), могут потребоваться более высокие дозы. Выраженность головной боли на фоне приёма нитроглицерина может быть уменьшена снижением его дозы и/или одновременным приёмом ментолсодержащих лекарственных средств. Если нечёткость зрения или сухость во рту сохраняется или выражена сильно, лечение должно быть прекращено. Некоторые растворы для внутривенного введения содержат декстрозу, что необходимо учитывать при использовании у больных сахарным диабетом. В период лечения необходимо соблюдать осторожность при вождении автотранспорта и занятии другими потенциально опасными видами деятельности, требующими повышенной концентрации внимания и быстроты психомоторных реакций.

## Клинические исследования
В 2000 году в Великобритании проводилась оценка эффективности местного применения 0,5 % мази нитроглицерина для лечения хронических трещин заднего прохода (K60.1). По результатам исследования было установлено, что 6-недельный курс терапии приводит к излечению трещин заднего прохода с 73-процентной вероятностью успешного исхода. При этом за 6 месяцев последующего наблюдения обследуемых не было выявлено случаев рецидива заболевания. Вместе с тем, лечение сопровождалось значительной долей побочных эффектов в виде головных болей (84 %) и, отчасти как следствие этого, — недостаточной точностью соблюдения пациентами медицинских предписаний.